# Cavia aperea pamparum
El aperea, apereá o cuis (Cavia aperea pamparum) es un roedor del género Cavia natural de la Pampa Húmeda, sur de Brasil, Uruguay, y parte de Argentina, así como también de Paraguay.

## Nombres comunes
Otros nombres comunes de esta especie en diferentes dialectos del castellano son aperiá y cuí o cuís (pl. cuises). En portugués se le denomina preá selvagem. No hay que confundir al apereá con el cobayo o conejillo de Indias (Cavia porcellus), la especie más común del género Cavia que también es llamado cuy (pl. cuyes) en la región andina. También reciben usualmente el nombre de apereá los cuises de la especie Microcavia australis.

## Características
El apereá es un roedor sin cola, de cuerpo alargado, y extremidades delgadas y cortas, pero que sin embargo corre con gran facilidad y rapidez. Mide unos 25 centímetros de largo y llega a pesar 500 gramos. Vive en lugares con vegetación abundante y relativamente húmedos.

## Historia natural
El apereá tiene hábitos nocturnos, escondiéndose durante el día en agujeros de los troncos o cuevas entre los arbustos.También produce a veces sus propias madrigueras, hechas con ramas a veces espinosas para protegerse de los depredadores. Sin embargo, no vive en madrigueras subterráneas, como las ardillas de tierra. En las zonas donde habita es fácil ver los caminos y túneles que se forman debido a su desplazamiento. Producen daños en los tallos de los árboles frutales y forestales jóvenes, alimentándose en especial de tallos y hojas tiernas. Abundante en las zonas de donde es originario (llegando incluso a ser común aunque indeseado que los perros los cacen en las estancias o hasta en las casas con patio), es especialmente fácil verlo cuando hubo una lluvia, ya que las lluvias normalmente traspasan sus madrigueras.
- Datos: Q5758998